# Šanov (Moravia meridionale)
Šanov (in tedesco Schönau) è un comune della Repubblica Ceca facente parte del distretto di Znojmo, in Moravia Meridionale.